# Улица Танкистов (Зеленогорск)
У́лица Танки́стов — улица в городе Зеленогорске Курортного района Санкт-Петербурга. Проходит от Приморской улицы до Зеленогорского шоссе.
Название появилось в послевоенное время. Дано в честь танковых войск Советской армии.
Начального участка, от Приморской улицы до Приморского шоссе, в реальности не существует. Более того, по нему нет нумерации — она начинается от Приморского шоссе на север.
В 50 м южнее перекрестка с Курортной улицей улица Танкистов пересекает 3-й ручей, которых под дорогой заключен в железобетонную трубу.

## Перекрёстки
- Приморское шоссе / Лиственная улица
- Курортная улица
- Средняя улица
- Зеленогорское шоссе